# Anolis nubilis
Anolis nubilis je vrsta guštera koja je endemična za mali, nenaseljeni otok Redonsu, dio Antigve i Barbude u karipskim Malim Antilima.
Cijela koža mu je u različitim nijansama sive, povremeno sa žućkastom nijansom oko oka. Ženke imaju suptilne pruge na leđima blizu stražnjih udova i prugu na svakom boku. Kako Redonda gotovo uopće nema drveća, Anolis nubilis većinu vremena provodi na tlu i traži hlad pod velikim kamenjem.

## Vanjske poveznice
- Malhotra, Anita; Thorpe, Roger S. 1999. Reptiles & Amphibians of the Eastern Caribbean. Macmillan Education Ltd. str. 72–73. ISBN 0-333-69141-5.
- Anolis nubilis at the Encyclopedia of Life